# A650-es autópálya (Németország)
Az A650-es autópálya (németül: Bundesautobahn 650) egy autópálya Németországban. Hossza 14 km.